# محوطه مریان ۲
محوطه مریان ۲ مربوط به هزاره اول قبل از میلاد است و در شهرستان طوالش، بخش مرکزی، روستای مریان واقع شده و این اثر در تاریخ ۱۶ شهریور ۱۳۸۳ با شمارهٔ ثبت ۱۱۱۲۲ به‌عنوان یکی از آثار ملی ایران به ثبت رسیده است.